# 東酒田站

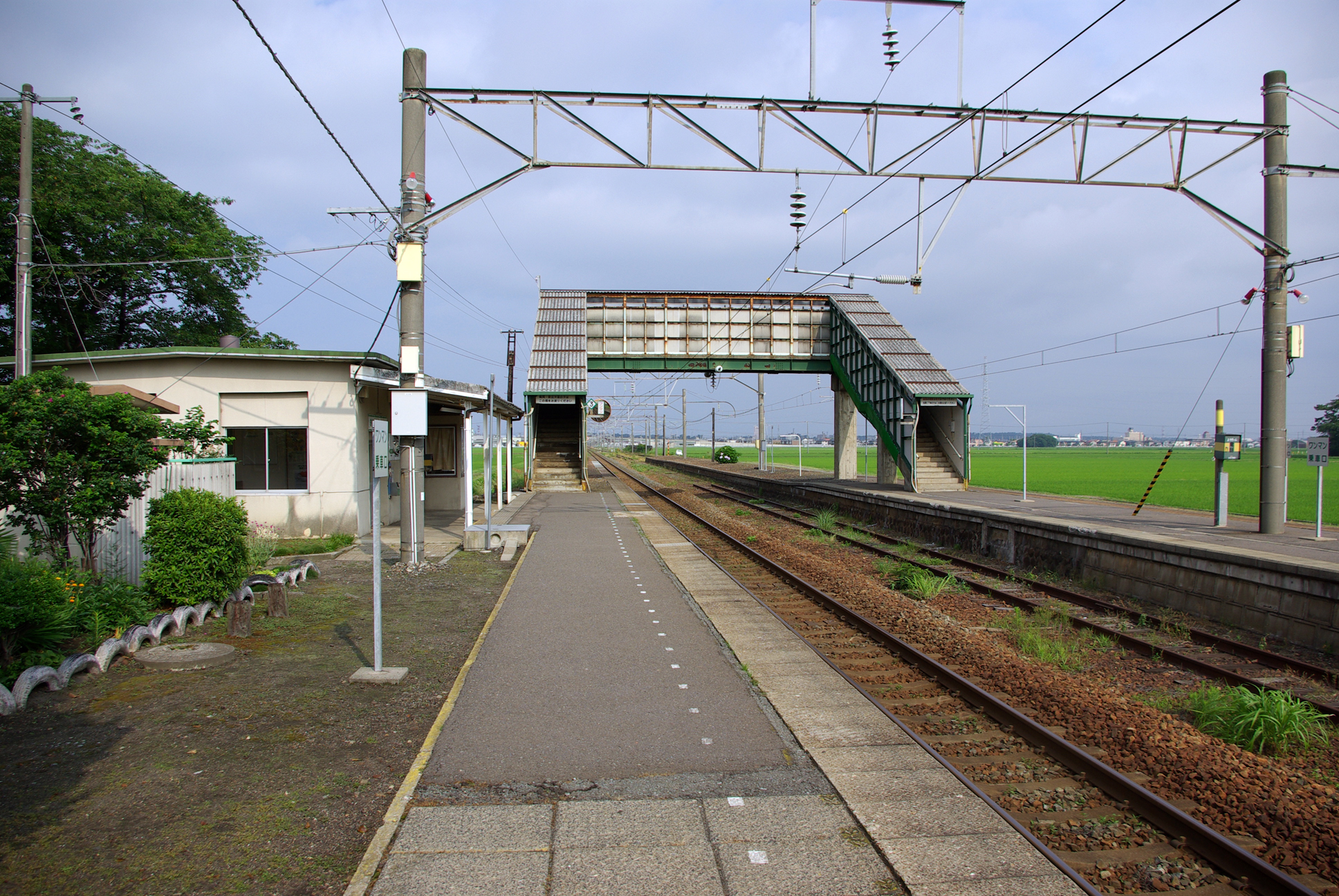
月台

東酒田站（日语：／ Higashi-Sakata eki */?）是位於山形縣酒田市大町字出雲5番，東日本旅客鐵道（JR東日本）的羽越本線車站。
陸羽西線列車會從余目站駛入至羽越本線至酒田站。

## 歷史
- 1944年（昭和19年）3月31日：國鐵開設東酒田信號站。
- 1958年（昭和33年）12月25日：升級為車站，名為東酒田站。
- 1972年（昭和47年）9月1日：成為無人車站。
- 1987年（昭和62年）4月1日：伴隨國鐵分割民營化，車站由東日本旅客鐵道（JR東日本）營運。

## 車站構造
車站是一座地面車站，設有2面2線的單式月台。各月台之間設有跨線橋連接。曾經此站設有1面1線的單式月台和1面2線的島式月台。島式月台內側的路軌已經撤走。車站位於稻田地帶，因此使用人數非常少，但是車站大樓卻很大。
此站是由酒田站管理的無人車站。

### 月台
| 月台 | 路線                                | 上下行 | 方向           |
| ---- | ----------------------------------- | ------ | -------------- |
| 1    | ■羽越本線 （包括■陸羽西線直通列車） | 下行   | 酒田、秋田方向 |
| 2    | ■羽越本線                           | 上行   | 鶴岡、新津方向 |
| 2    | ■陸羽西線                           | 上行   | 新庄方向       |

參考

## 使用狀況
在2004年度，1日平均乘車人次為9人。
| 年度 | 1日平均人次 |
| ---- | ----------- |
| 2000 | 4           |
| 2001 | 10          |
| 2002 | 14          |
| 2003 | 11          |
| 2004 | 9           |

## 車站周邊
車站周邊只有數間民居，除此以外為大型稻田地帶。

## 相鄰車站
東日本旅客鐵道
■羽越本線、■陸羽西線（余目站至酒田站之間為羽越本線直通區間）
□快速「最上川」
通過
■普通
砂越－東酒田－酒田

## 注腳
1. ↑  JR東日本:駅構内図 （页面存档备份，存于）（日語）
2. ↑   (PDF).   [2020-11-10]. （原始内容 (PDF)存档于2016-11-03）.

## 外部連結
- 車站資訊（東酒田）：東日本旅客鐵道（日語）